# Brigitte Angerhausen
Brigitte Angerhausen (* 1966) ist eine deutsche Pianistin, Komponistin und Toningenieurin.

## Leben und Wirken
Angerhausen erhielt ab dem fünften Lebensjahr klassischen Klavierunterricht bei Yoko Fujimoto. Sie nahm an Wettbewerben teil und erhielt Preise bei Jugend musiziert. Im Rahmen ihres 1985 begonnenen Toningenieurstudiums am Columbia College in Chicago übte sie weiterhin Klavier. Durch das eingehende Studium von Blues, Jazz, Rock- und Filmmusik erweiterte sie ihren musikalischen Horizont; sie arbeitete auch mit verschiedenen Band-Formationen.
Ab 1988 arbeitete Angerhausen in Deutschland und Spanien als Tonmeisterin, bevor sie sich 1991 als freie Produzentin selbständig machte. Sie wirkte an zahlreichen Aufnahmen und CD-Produktionen von Künstlern wie Nina Hagen, Vera Kaa, Sheryl Crow, Mark Knopfler, Patti Austin, Vince Mendoza, Toots Thielemanns, Michael Riessler/Singer Pur, Tabea Zimmermann, Hilary Hahn, Lydie Auvray, Konrad Beikircher, Michael von der Heide oder BAP.
Seit 2003 war Angerhausen als Toningenieurin für die Musikproduktion des WDR tätig, wo sie zahlreiche Sinfonieorchesterproduktionen und live-Konzertmitschnitte in Klassik, Pop und Jazz verantwortete. Ihre Aufnahme von Luciano Berios Chemins mit dem WDR-Sinfonieorchester kam 2020 auf die Bestenliste beim Preis der deutschen Schallplattenkritik. Das von ihr mit der Regisseurin Claudia Johanna Leist für den WDR realisierte Kinderhörspiel „Clevergirl“ des Autors Hartmut El Kurdi hat 2022 den Hörspielpreis der ARD erhalten.
Das Verlangen, eigene musikalische Ideen umzusetzen, führten Angerhausen wieder zurück ans Klavier. Nach Jazzpiano-Studien bei Hendrik Soll, Pablo Paredes und Thomas Rückert schuf sie erste eigene Hörspiel- und Theatermusiken, Eigenkompositionen und Arrangements. 2007 kam es zu einer ersten Veröffentlichung; mit dem Trio „Puente“ schuf sie akustische Musik im Spannungsfeld zwischen Weltmusik, Klassik, Improvisation und Jazz. 2010 legte sie ein erstes Album unter eigenem Namen vor, dem weitere Alben folgten.

## Diskographische Hinweise
- El Puente: Im Fluss der Zeit (Sonicmarket 2007, mit Anne Kaftan, Ulrike Zavelberg)
- Beyond the Border (Westpark Music 2010, mit Frank Sackenheim, Markus Tiedemann, Gunther Tiedemann, André Nendza, Christoph Hillmann)
- Curt Hondrich & Brigitte Angerhausen: Pianolyrik (2014)
- Inside Out (Jazzsick Records 2015, mit Frank Sackenheim, Volker Heinze, Jens Düppe sowie Markus Tiedemann, Anne Hartkamp)
- Puente: Aufbruch (Sonicyard 2017, mit Anne Kaftan, Ulrike Zavelberg)
- Brigitte Angerhausen & Klaus Fehling: Funkenflug (Sonicyard 2022)